# Tanytarsus variegatus
Tanytarsus variegatus är en tvåvingeart som beskrevs av Birula 1935. Tanytarsus variegatus ingår i släktet Tanytarsus och familjen fjädermyggor. Inga underarter finns listade i Catalogue of Life.